# Гра зі смертю
Гра зі смертю (англ. Death Game) — американський драматичний фільм 2001 року режисера Менахема Голана.

## Сюжет
Молодий темношкірий хлопець Джекі Стюарт зірка баскетболу в школі. Мафія починає керувати ним. Він любить подарунки, гроші і дівчаток, але тренер не схвалює цього. Коли справи йдуть занадто далеко, тільки його тренер може допомогти.

## У ролях
- Евгеній Афінеєвский — поліцейський
- Джон Голан Ахароні — детектив Стоун
- Бо Браун — Джекі Стюарт
- Шарлотта Кросслі — мати Джекі
- Біллі Драго — Шейк Монтроуз
- Ілля Горовацкий — Рон
- Джо Лара — Міккі Хайден
- Морін ЛаВетт — Трейсі Хайден
- Річард Лінч — шеф Кантон
- Адріан Ватскі — Джеймс